# Нараха
Нараха (яп. 楢葉町 Нараха-мати) — посёлок в Японии, находящийся в уезде Футаба префектуры Фукусима. Площадь посёлка составляет 103,45 км², население — 7118 человек (1 августа 2014), плотность населения — 68,81 чел./км².
11 марта 2011 года посёлок пострадал от землетрясения и цунами и последующей аварии на АЭС Фукусима I и впоследствии город был эвакуирован. Приказ об эвакуации 5 сентября 2015 года был отменен, и возвращение жителей разрешено.
В непосредственной близости от посёлка находится АЭС Фукусима II мощностью 4.400 МВт.

## Географическое положение
Посёлок расположен на острове Хонсю в префектуре Фукусима региона Тохоку. С ним граничат город Иваки, посёлки Хироно, Томиока и село Каваути.

## Население
Население посёлка составляет 7118 человек (1 августа 2014), а плотность — 68,81 чел./км². Изменение численности населения с 1980 по 2005 годы:
| 1980 | 8366 чел. |  |
| 1985 | 8422 чел. |  |
| 1990 | 8322 чел. |  |
| 1995 | 8476 чел. |  |
| 2000 | 8380 чел. |  |
| 2005 | 8188 чел. |  |

## Символика
Деревом посёлка считается криптомерия, цветком — Lilium auratum, птицей — Cettia diphone.